# アンリ＝ピエール・ダンルー
アンリ＝ピエール・ダンルー（Henri-Pierre Danloux、1753年2月24日 - 1809年1月3日）はフランスの画家である。フランス革命によってイギリスに亡命し、10年ほどイギリスで活動した。

## 略歴

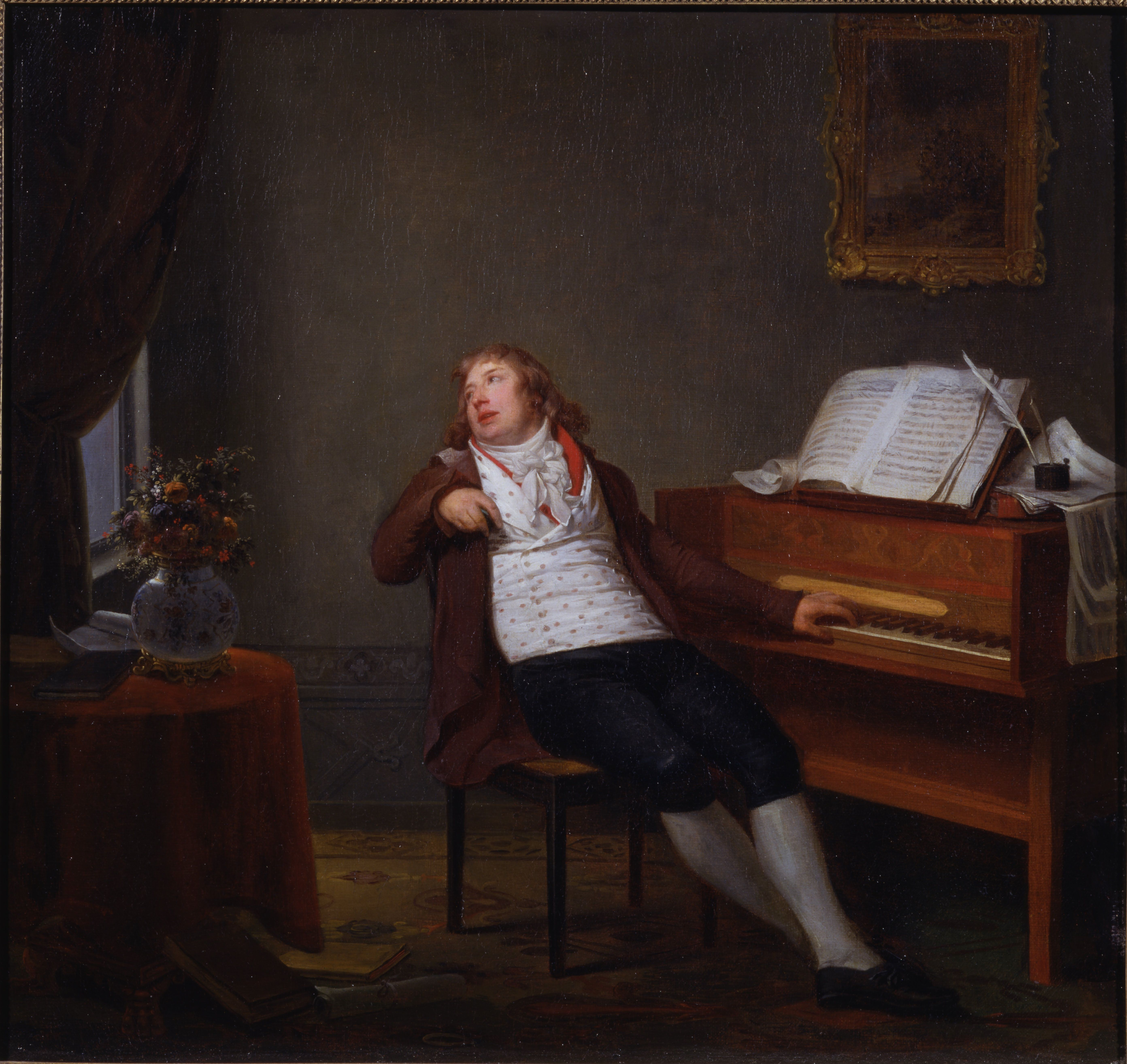
アンリ＝ピエール・ダンルー作、「作曲家ヤン・ラディスラフ・ドゥシークの肖像 (1795年)」

パリで生まれた。王立絵画彫刻アカデミーの学校で、ニコラ・ベルナール・レピシエに学び、その後、ジョゼフ＝マリー・ヴィアンのもとで学んだ。ヴィアンはローマの在ローマ・フランス・アカデミーの校長を務めており、ダンルーもローマに滞在した。
王室の高官（地方監察官）、メグレ・デティニー（Antoine Mégret d'Étigny）の養女と結婚し、妻の縁者の肖像画を描き、肖像画家として知られるようになり、風俗画も描いた。フランス革命の起こる少し前から、妻とローマに滞在していた。革命によって1792年にイギリスに逃れ、1802年までイギリスに滞在した。妻の家族の何人かは1794年にルイ16世の妹、エリザベート・フィリッピーヌ・ド・フランスとともに処刑されている。
イギリス滞在中に当時イギリスで流行していたトーマス・ローレンスらの肖像画家のスタイルに影響を受け、1794年にはロイヤル・アカデミー・オブ・アーツの展覧会にも出展した。亡命しているフランス人の社会だけでなくイギリスの人物からも肖像画の注文を受けるようになった。
1802年にパリに戻り、フランスでは演劇人などの肖像画を描いた。1809年にパリで没した。

## 作品

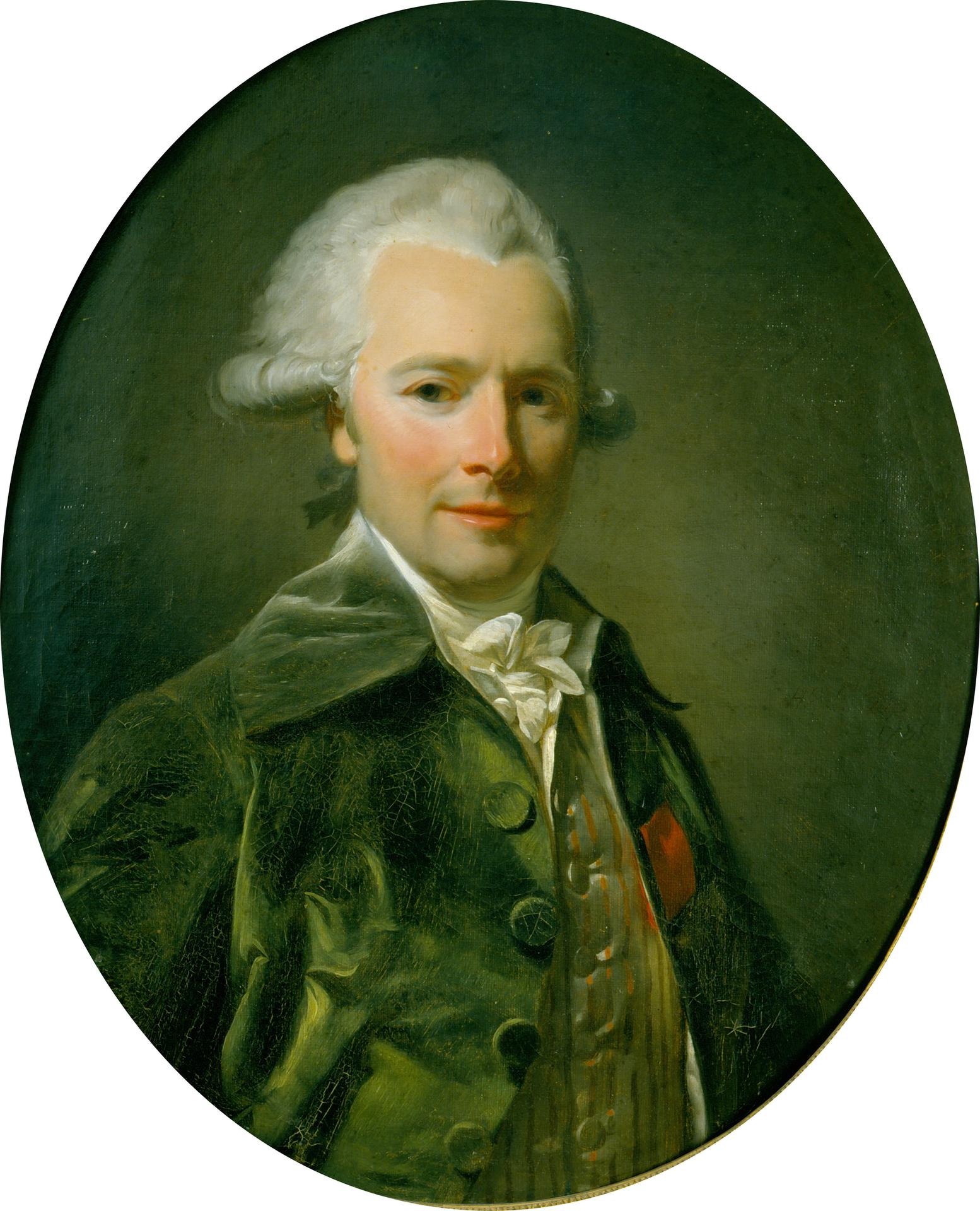
クルーゼル伯爵(Antoine-Marie, Comte du Cluzel) 1780年代
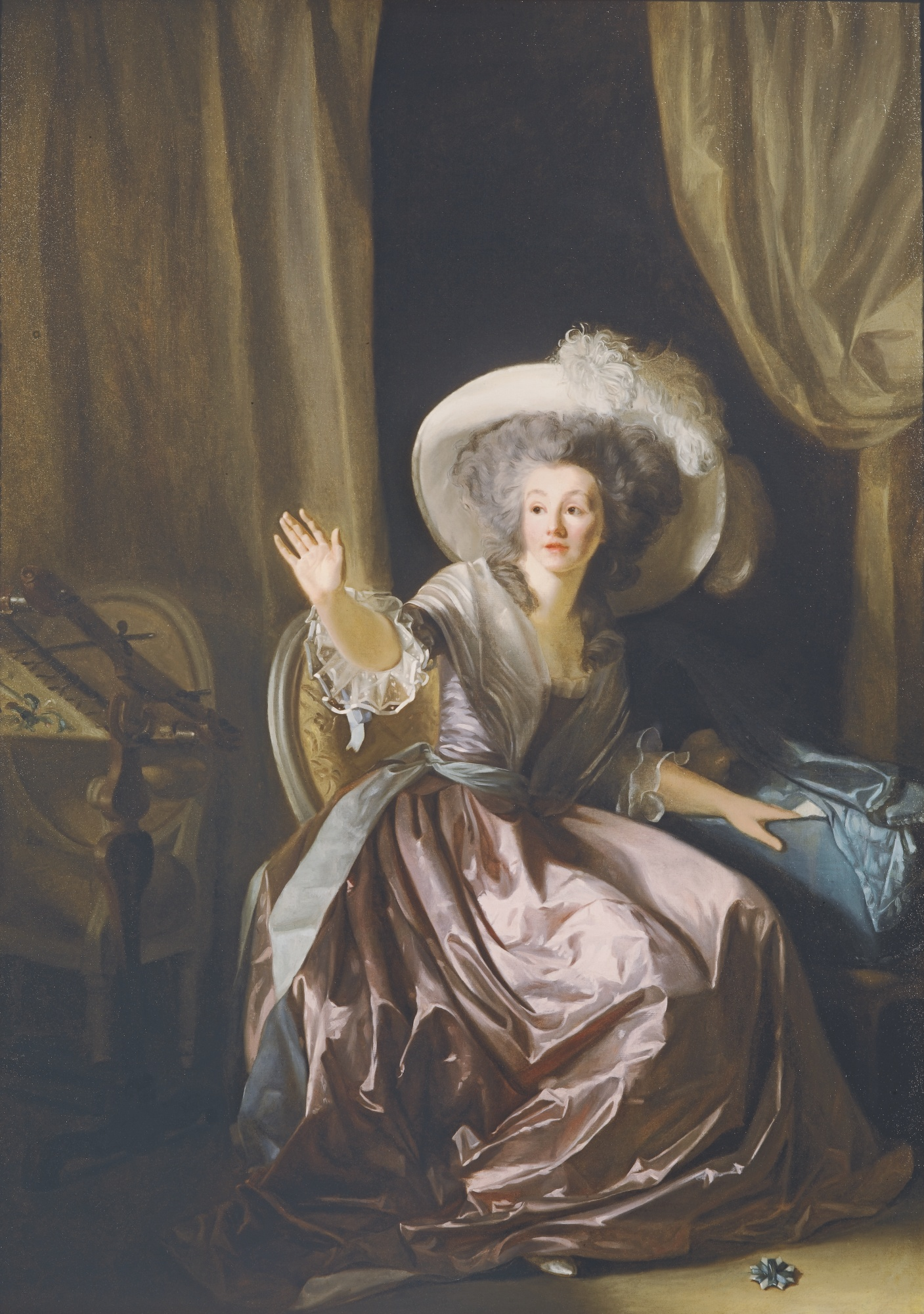
画家の妻と息子
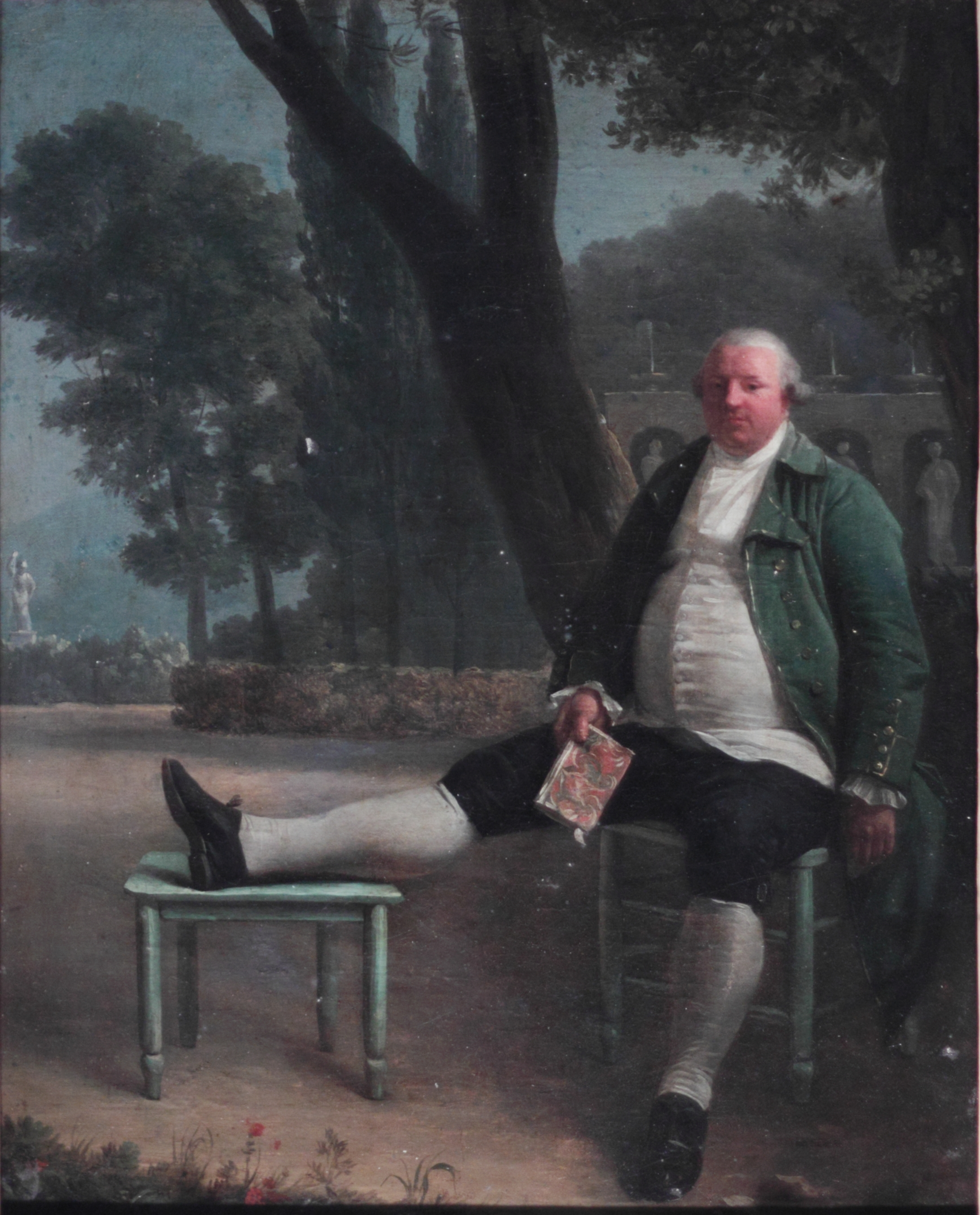
Antoine de Sérilly, 1780年代
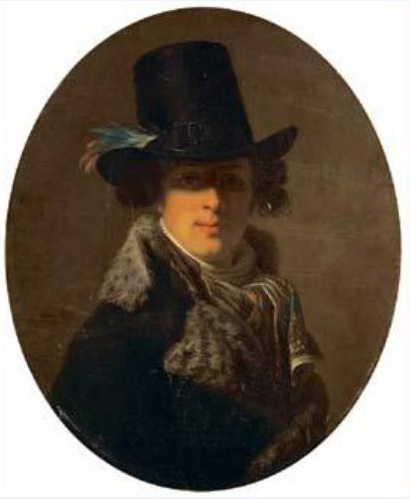
シャルル・バルバルー (1792)
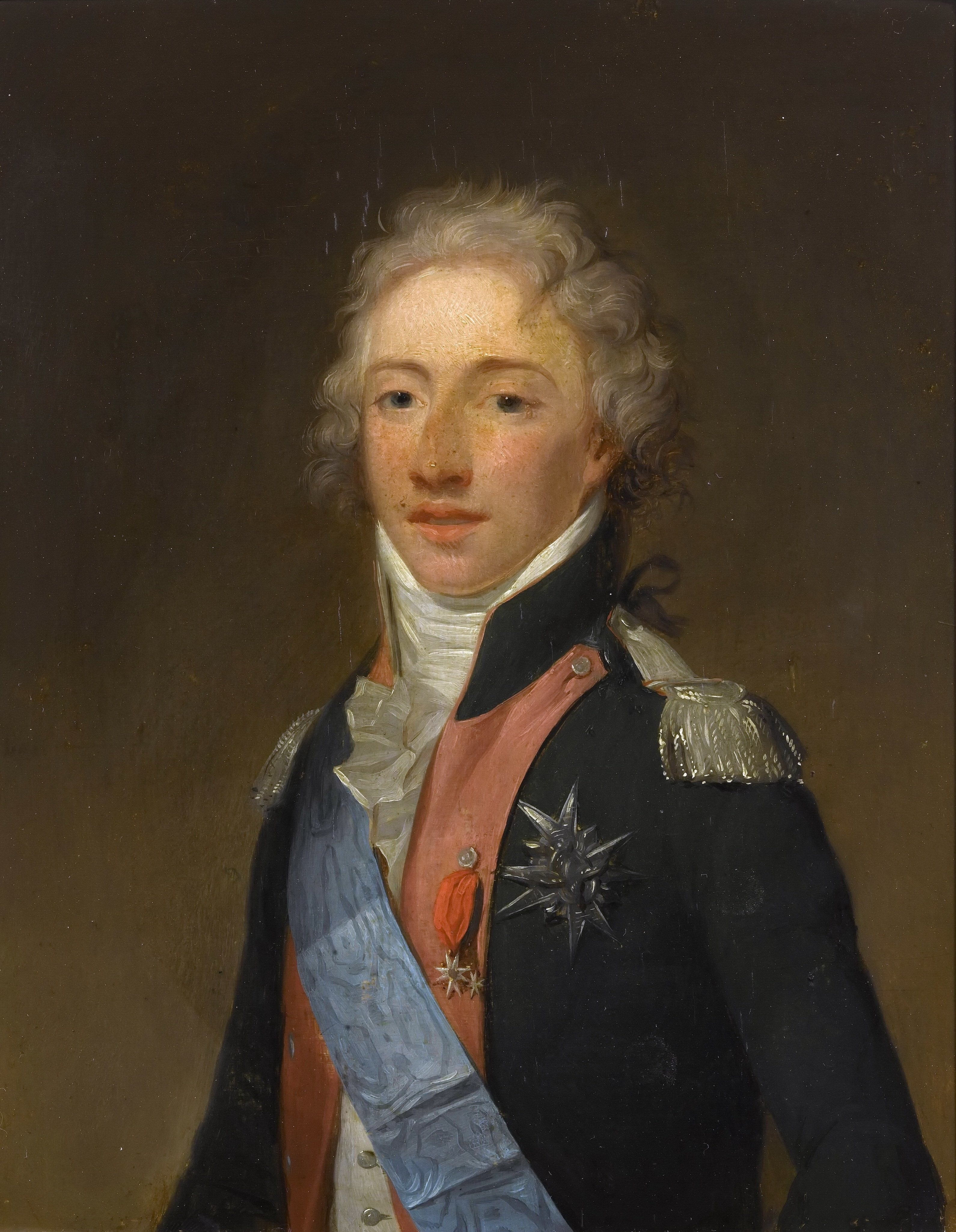
ルイ・アントワーヌ (アングレーム公) (1796)
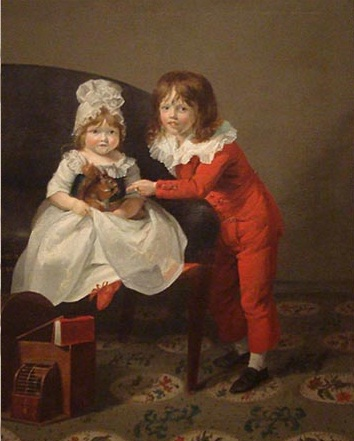
2人の子供 (1800)
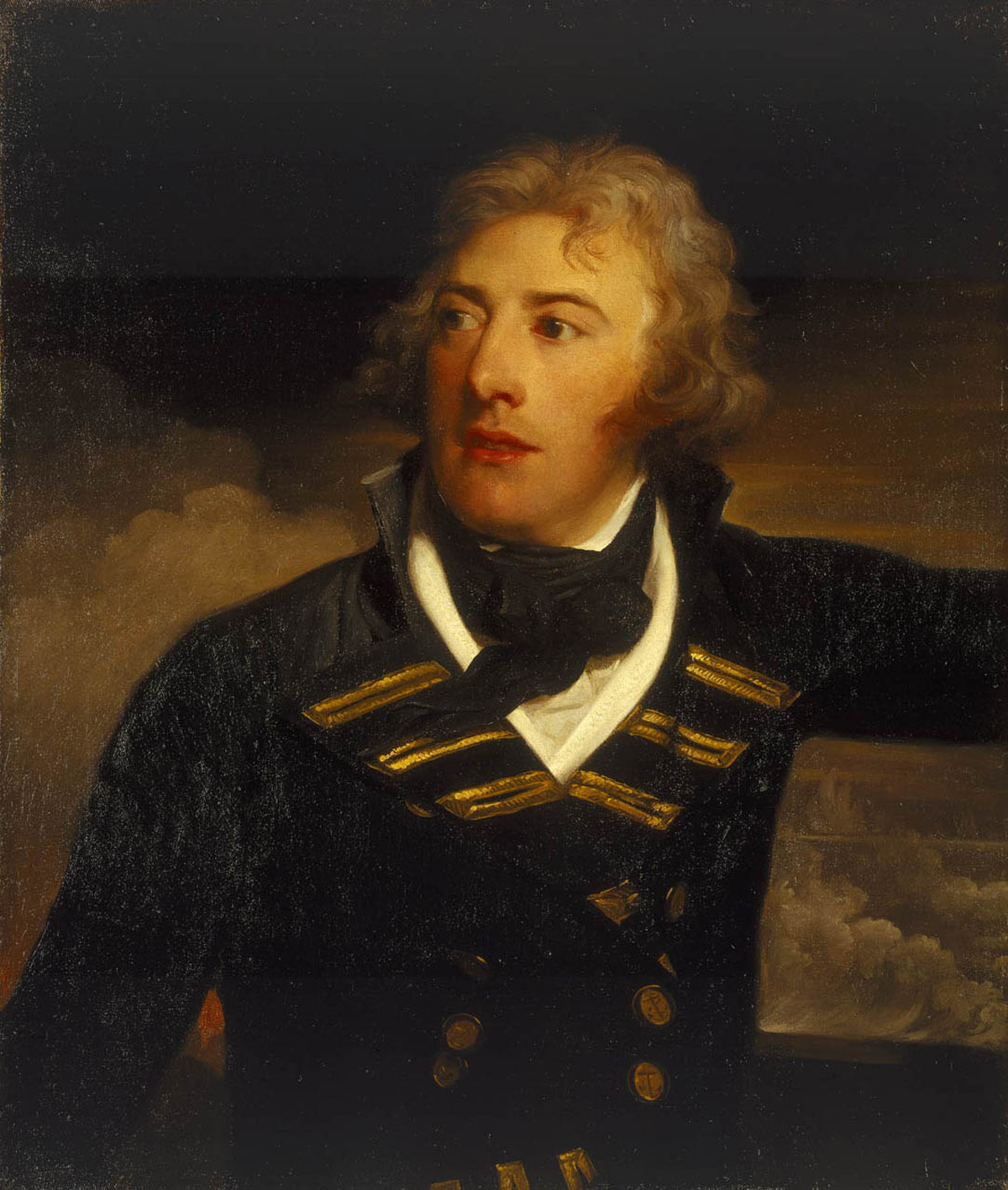
ジョセフ・シドニー・ヨークー-英海軍軍人